# 1988 CJ
1988 CJ är en asteroid i huvudbältet som upptäcktes den 10 februari 1988 av de båda japanska astronomerna Masaru Arai och Hiroshi Mori vid Yorii-observatoriet i Japan.
Asteroiden har en diameter på ungefär 10 kilometer och den tillhör asteroidgruppen Agnia.